# 查科阿苏尔湾
查科阿苏尔湾（西班牙語：bahía de Charco Azul）是巴拿马太平洋沿岸最西边的一个海湾，位于布里卡半岛以东，是廣義的奇里基湾的一部分。
“查科阿苏尔”（"Charco Azul"）一词意為“藍水坑”，指的是此处海中岩壁陡峭，大陆架非常狹窄，從岸邊往前几米水深即接近200米 。
这种特点使其成為大型油輪的靠岸地，並有穿過巴拿馬地峽的輸油管道連接加勒比海沿岸。